# Мери Сидни
Мери Хърбърт, графиня Пембрук, родена Мери Сидни (на английски: Mary Sidney; 27 октомври 1561 – 25 септември 1621) е една от първите англичанки, която придобива репутация за литературното си творчество, преводи и покровителство.

## Живот и творчество
Мери Сидни е родена в кралската резиденция Тикънхил Палас Бюдли в Уорстършър на 27 октомври 1561 г. Тя е една от дъщерите на сър Хенри Сидни и лейди Мери Сидни. Майка ѝ е дъщеря на Джон Дъдли и по-голяма сестра на Робърт Дъдли. Сестра е на сър Филип Сидни.
След смъртта на сестра ѝ Амброзия през 1576 г. Мери Сидни, единствената оцеляла дъщеря на семейство Сидни, е извикана от кралица Елизабет I в Лондон като член на свитата ѝ. През 1577 г. Робърт Дъдли урежда женитбата на племенницата си за граф Хенри Хърбърт, тогава на 44-годишна възраст. На 17-годишна възраст Мери става господарка на имението Уилтън близо до Солсбъри и на замъка Байнард в Лондон.
Мери има четири деца, първото от което, Уилям Хърбърт (1580 – 1630), 3-ти граф Пембрук, вероятно е младежът, описан в сонетите на Шекспир. Другият ѝ син, Филип, става 4-ти граф Пембрук при смъртта на брат му през 1630 г. Двамата братя са „Несравнимата двойка“, на която е посветено Първото фолио на Шекспир. И двамата са покровители на King's Men, трупата на Шекспир.
Мери Сидни превръща имението Уилтън в „рай за поети“, известен като „Уилтънски кръжок“, включващ Едмънд Спенсър, Майкъл Дрейтън, Джон Дейвис и Самюъл Даниъл. Мери Сидни поема задачата да да увеличи и редактира Аркадия на брат си сър Филип Сидни и творбата е публикувана като Аркадия на графинята на Сидни, една от най-четените книги през следващите 300 години.
Тя също довършва превода на брат си на Псалмите. Тя превежда 44 – 150 псалм, използвайки Женевската Библия и коментари на Жан Калвин и Теодор Беза. Като компетентен теолог, тя не се страхува да се различава от Калвин по някои малки въпроси. Копие от завършената книга е представено на кралица Елизабет през 1599 г. Творбата е позната като Псалмите на Сидни и е важно влияние върху развитието на английската поезия в късния 16 и ранен 17 век. Джон Дън пише стихотворение в нейна възхвала. Псалмите са извлечени от предишни преводи на английски език, а не от оригиналния иврит, тъй че те по-скоро са метафраза, отколкото превод.
Нейната пиеса The Tragedy of Antonie (1592) е превод от френски на пиесата на Робер Гарние Marc-Antoine (1578). Пиесата може да е послужила като източник за Антоний и Клеопатра (1607) на Уилям Шекспир.
Съпругът на Мери умира през 1600 г. Мери Сидни умира от едра шарка в дома ѝ на улица Алдърсгейт в Лондон на 25 септември 1621 г., същата улица на която по-късно Джон Уесли получава религиозното си призвание.
При смъртта си Мери Сидни е възхвалена от мнозина, включително от поетесата Емилия Лание. Нейният епитаф, приписван на Бен Джонсън, гласи:
Underneath this sable hearse,
Lies the subject of all verse,
Sidney's sister, Pembroke's mother.
Death, ere thou hast slain another
Fair and learned and good as she,

Time shall throw a dart at thee.
Американският учен Робин Уилямс излага теория, че Мери Сидни е автор на сонетите, част от поезията и пиесите, приписвани на Уилям Шекспир.